# اورشا (بلاروس)
اورشا (به بلاروسی: О́рша) یک منطقهٔ مسکونی در بلاروس است که در منطقه ویتبسک واقع شده‌است. اورشا ۳۸٫۹۰ کیلومتر مربع مساحت و ۱۱۷٬۲۲۵ نفر جمعیت دارد و ۱۹۲ متر بالاتر از سطح دریا واقع شده‌است.

## خواهرخوانده
شهرهای بالتی، پرنیک، مینگسک مازوویتسکی، بوسینوفو، Krasnogvardeysky District, Saint Petersburg، تلشیای و ویازما خواهرخوانده‌های اورشا (بلاروس) هستند.